# Giocatore rivelazione della Liga ACB
Il Giocatore rivelazione della Liga ACB è il premio conferito dalla Liga ACB al giocatore rivelazione nel corso della stagione regolare. Dalla stagione 2013/14 il premio ha cambiato denominazione in Miglior giovane della Liga ACB.

## Vincitori

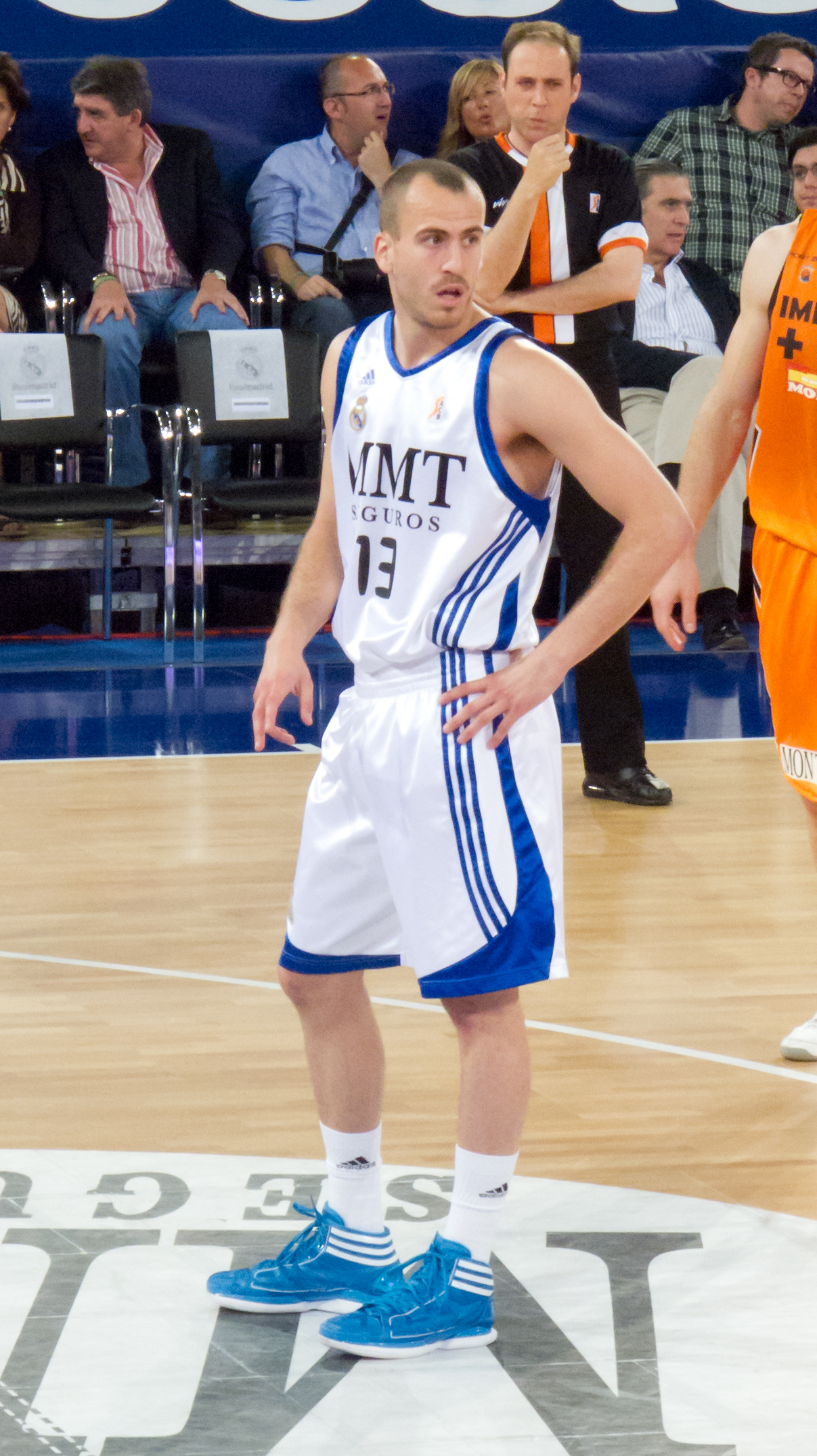
Sergio Rodríguez primo vincitore del premio

| Stagione  | Nazionalità          | Giocatore           | Squadra                  | Note   |
| --------- | -------------------- | ------------------- | ------------------------ | ------ |
| 2004-2005 | Spagna               | Sergio Rodríguez    | Adecco Estudiantes       | [ 1 ]  |
| 2005-2006 | Spagna               | Carlos Suárez       | Adecco Estudiantes       | [ 2 ]  |
| 2006-2007 | Spagna               | Ricky Rubio         | DKV Joventut             | [ 3 ]  |
| 2007-2008 | Bosnia ed Erzegovina | Mirza Teletović     | TAU Cerámica             | [ 4 ]  |
| 2008-2009 | Stati Uniti          | Brad Oleson         | Alta Gestión Fuenlabrada | [ 5 ]  |
| 2009-2010 | Stati Uniti          | Richard Hendrix     | CB Granada               | [ 6 ]  |
| 2010-2011 | Messico              | Gustavo Ayón        | Baloncesto Fuenlabrada   | [ 7 ]  |
| 2011-2012 | Stati Uniti          | Micah Downs         | Assignia Manresa         | [ 8 ]  |
| 2012-2013 | Tunisia              | Salah Mejri         | Blusens Monbus           | [ 9 ]  |
| 2013-2014 | Spagna               | Guillem Vives       | FIATC Joventut Badalona  |        |
| 2014-2015 | Spagna               | Dani Díez           | San Sebastián Gipuzkoa   |        |
| 2015-2016 | Spagna               | Juancho Hernangómez | Estudiantes              | [ 10 ] |
| 2016-2017 | Slovenia             | Luka Dončić         | Real Madrid              |        |
| 2017-2018 | Slovenia             | Luka Dončić (2)     | Real Madrid              |        |
| 2018-2019 | Spagna               | Carlos Alocén       | Saragoza 2002            |        |
| 2019-2020 | Spagna               | Carlos Alocén (2)   | Saragoza 2002            |        |
| 2020-2021 | Spagna               | Usman Garuba        | Real Madrid              |        |
| 2021-2022 | Spagna               | Joel Parra          | Joventut Badalona        |        |
| 2022-2023 | Rep. Dominicana      | Jean Montero        | Real Betis               |        |
| 2023-2024 | Rep. Dominicana      | Jean Montero (2)    | MoraBanc Andorra         |        |
| 2024-2025 | Rep. Dominicana      | Jean Montero (3)    | Valencia Basket Club     |        |